# Stomoclista diplosema
Stomoclista diplosema är en fjärilsart som beskrevs av Edward Meyrick 1932. Stomoclista diplosema ingår i släktet Stomoclista och familjen mott. Inga underarter finns listade i Catalogue of Life.